# Vägvråk
Vägvråk (Rupornis magnirostris) är en fågel i familjen hökar inom ordningen hökfåglar. Den förekommer i skogskanter stora delar av Central- och Sydamerika, från Mexiko till Argentina. Namnet syftar på fågelns förkärlek för att sitta intill vägar. Arten ökar i antal och beståndet anses vara livskraftigt.

## Utseende och läte
Vägvråken är en relativt liten (33–41 cm) vråk med ljusa ögon och streckat bröst som kontrasterar med tvärbandad buk. De olika populationerna skiljer sig åt, men de flesta har grå ovansida, grått huvud med gul vaxhud, bandad stjärt och rostfärgad tvärbandnings undertill. Vissa skiljer sig mer, som brun- och rostfärgade saturatus och bruna streckade gracilis (se Utbredning och systematik nedan). Ungfågeln är som många andra ungvråkar streckad under, men stjärten har breda och rätt jämna tvärband. Flykten är snabb och stel, påminnande om bandvingad vråk eller en hök. Under vårvintern har den en ljudlig spelflykt.

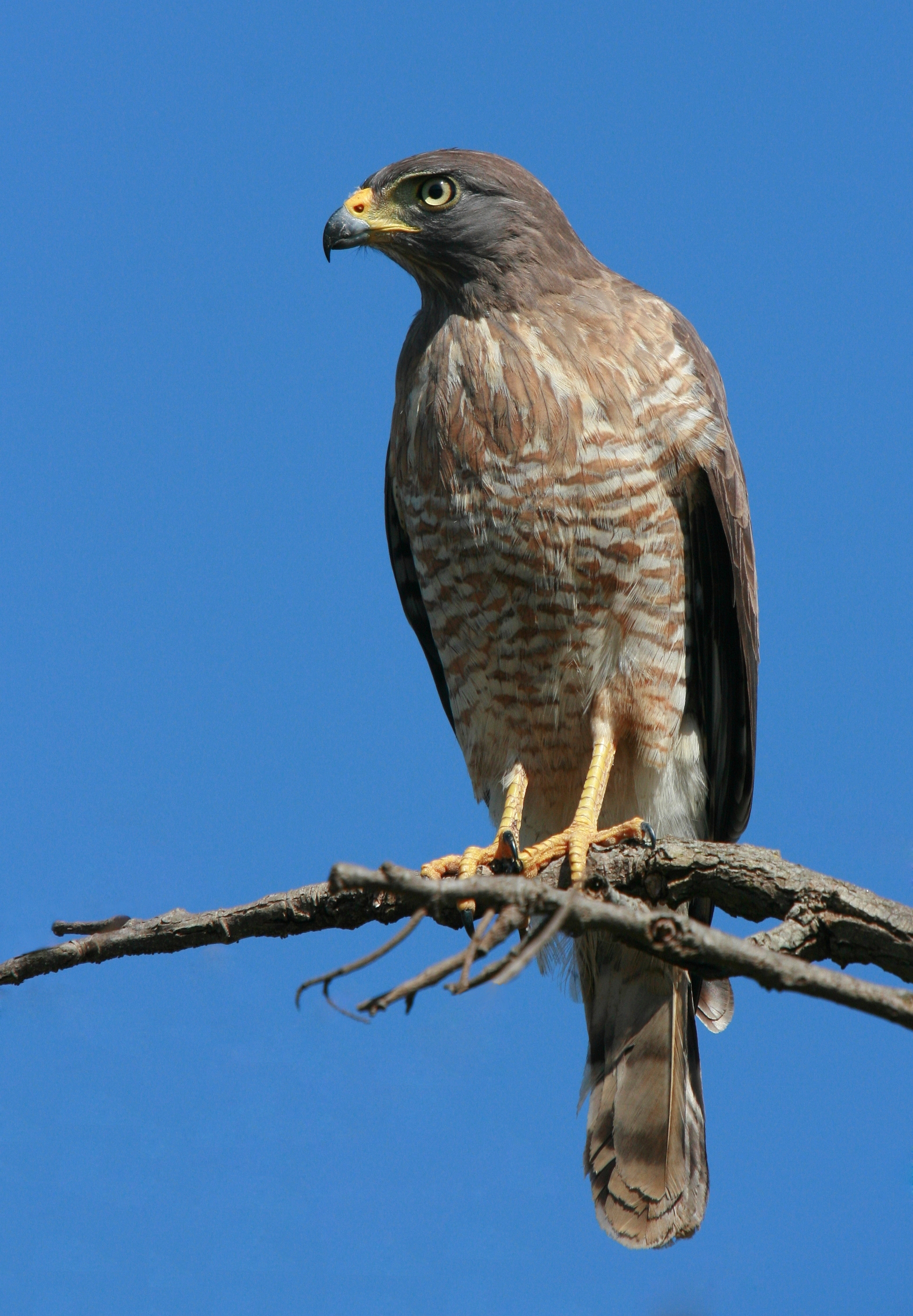

## Utbredning och systematik
Vägvråken har en vid utbredning från Mexiko till norra Argentina. Den delas upp i två grupper med elva underarter med följande utbredning:
- Rupornis magnirostris gracilis – öarna Cozumel och Holbox utanför Yucatánhalvön
- magnirostris-gruppen
  - Rupornis magnirostris griseocauda – Mexiko till nordvästra Costa Rica och västra Panama
  - Rupornis magnirostris conspectus – sydöstra Mexiko (Tabasco och Yucatánhalvön) till norra Belize
  - Rupornis magnirostris sinushonduri – öarna Bonacca och Roatán (Honduras)
  - Rupornis magnirostris petulans – sydvästra Costa Rica och västra Panama samt angränsande öar
  - Rupornis magnirostris alius – Pärlöarna (San José och San Miguel) i Panamabukten
  - Rupornis magnirostris magnirostris – Colombia och västra Ecuador till Guyanaregionen och Amazonområdet i Brasilien
  - Rupornis magnirostris occiduus – västra Amazonas i Brasilien, östra Peru och norra Bolivia
- pucherani-gruppen
  - Rupornis magnirostris nattereri – nordöstra Brasilien, i söder till Bahia
  - Rupornis magnirostris saturatus – sydvästra Brasilien till Paraguay, Bolivia och västra Argentina
  - Rupornis magnirostris pucherani – Uruguay och nordöstra Argentina, i söder till Buenos Aires-provinsen
  - Rupornis magnirostris magniplumis – södra Brasilien till Misiones i nordöstra Argentina och angränsande Paraguay

### Släktestillhörighet
Vägvråk placerades tidigare i släktet Buteo men förs nu som ensam art till släktet Rupornis.

## Levnadssätt
Vägvråken trivs i skogskanter, från tropiska låglänta skogar till mer ökenartade områden. Som namnet avslöjar ses den ofta sitta utmed vägkanter på telefontrådar och stolpar. Födan består framför allt av insekter, men tar även reptiler och små däggdjur.

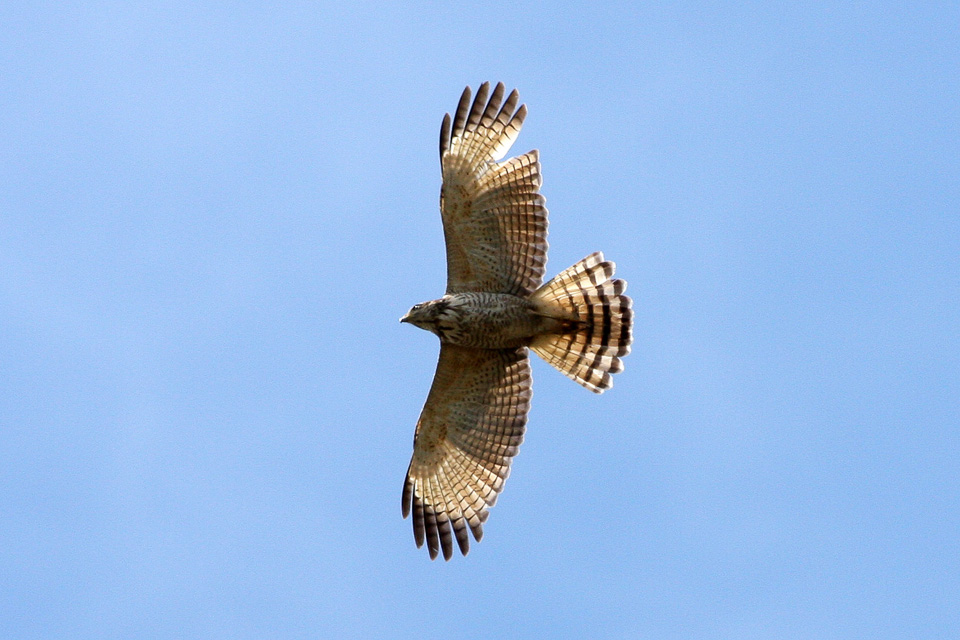

## Status och hot
Arten har ett stort utbredningsområde och en stor population, och tros öka i antal eftersom den gynnas av skogsavverkning. Utifrån dessa kriterier kategoriserar IUCN arten som livskraftig (LC). Världspopulationen uppskattas till i storleksordning fem till 50 miljoner vuxna individer.